# Tom Regan
Tom Regan (Pittsburgh, 28 de novembro de 1938 – Carolina do Norte, 17 de fevereiro de 2017) foi um filósofo e ativista estadunidense, que se especializou no estudo e defesa dos direitos animais. 

## Carreira
Tom foi professor emérito de Filosofia da Universidade da Carolina do Norte, onde lecionou, desde 1967, até a sua aposentadoria, em 2001. Ativista dos direitos animais. Jaulas Vazias é seu primeiro livro publicado no Brasil.
Regan foi autor de vários livros sobre a filosofia dos direitos dos animais, incluindo The Case for Animal Rights (1983), um dos poucos estudos que influenciaram significativamente o movimento moderno pelos direitos dos animais. Neles, ele argumentou que os animais não humanos são o que ele chamou de "sujeitos-de-uma-vida", assim como os humanos são, e que, se quisermos atribuir valor a todos os seres humanos, independentemente de sua capacidade de serem agentes racionais, então, para sermos consistentes, devemos atribuí-lo igualmente aos não-humanos.
A partir de 1985, ele serviu com sua esposa Nancy como co-fundador e co-presidente da Culture and Animals Foundation, uma organização sem fins lucrativos "comprometida em promover o crescimento de empreendimentos intelectuais e artísticos unidos por uma preocupação positiva com os animais".
A Vegan Society recorda-o como "um vegano e ativista convicto".
Faleceu de pneumonia, aos 78 anos de idade.

## Trabalhos selecionados

### Livros
- Understanding Philosophy. Encino, California: Dickenson Publishing Co. 1975. ISBN 978-0822101222.
- Animal Rights and Human Obligations; with Peter Singer. Englewood Cliffs: Nova Jersey: Prentice Hall. 1976. ISBN 978-0130375315
- All That Dwell Therein: Essays on Animal Rights and Environmental Ethics. Berkeley: University of California Press. 1982. ISBN 978-0520045712.
- The Case for Animal Rights. Berkeley: University of California Press. 1983. ISBN 978-0520049048.
- Animal Sacrifices: Religious Perspectives on the Use of Animals in Science. Philadelphia: Temple University Press. 1986. ISBN 978-0877224112.
- Bloomsbury's Prophet: G. E. Moore and the Development of His Moral Philosophy. Philadelphia: Temple University Press. 1986. ISBN 978-0877224464.
- G. E. Moore: The Early Essays; edited by Tom Regan. Philadelphia: Temple University Press. 1986. ISBN 978-0877224426.
- The Struggle for Animal Rights. Clarks Summit, Pennsylvania: International Society for Animal Rights. 1987. ISBN 978-0960263219.
- The Thee Generation: Reflections on the Coming Revolution. Philadelphia: Temple University Press. 1991. ISBN 978-0877227724.
- G.E. Moore: The Elements of Ethics; edited and with an introduction by Tom Regan. Filadélfia: Temple University Press. 1991. ISBN 978-0877227700.
- Defending Animal Rights. Illinois: University of Illinois Press. 2000. ISBN 978-0252026119.
- The Animal Rights Debate; with Carl Cohen. Lanham, Maryland: Rowman & Littlefield. 2001. ISBN 978-0847696635.
- Animal Rights, Human Wrongs: An Introduction to Moral Philosophy. Lanham, Maryland: Rowman & Littlefield. 2003. ISBN 978-0742533547.
- Empty Cages: Facing the Challenge of Animal Rights. Lanham, Maryland: Rowman & Littlefield. 2004. ISBN 978-0742533523.
- Other Nations: Animals in Modern Literature; with Andrew Linzey. Waco, Texas: Baylor University Press. 2010. ISBN 978-1602582378.
- Maud's Place and Other Southern Stories. Morrisville, North Carolina: Lulu Press Inc. 2014. ISBN 978-1304292544.
- A Better Life and Other Pittsburgh Stories. Morrisville, North Carolina: Lulu Press Inc. 2014. ISBN 978-1304292339.

### Filmes
- We Are All Noah (1986)
- Voices I Have Heard (1988)

### Artigos
- Regan, Tom (1975). «The Moral Basis of Vegetarianism». Canadian Journal of Philosophy. 5 (2): 181–214. doi:10.1080/00455091.1975.10716107